# 瑙杰斯泰尔加尔
瑙杰斯泰尔加尔，是匈牙利维斯普雷姆州所辖的一个村，总面积18.29平方公里，总人口1225，人口密度67.0人/平方公里（2010年1月1日）。